# 黏度
黏度即“流体黏稠的程度”，是度量流体黏滞性大小的物理量。当液体、拟液体或拟固体物质受到外部剪切力作用时，发生形变与流动，分子间会产生内摩擦或流动内阻力，表征此相应的抗形变、抗流动特性的物理量，就是黏度。黏度的科学定义是力乘以时间除以面积。因此，其国际单位制为牛顿秒每平方米，或帕斯卡秒。

黏度也称动力黏度、黏（滞）性系数、内摩擦系数。不同物质的黏度不同，例如在室温（25℃）及常压（1巴）下，空气的黏度为18.5 μPa·s，大約是在相同温度下的水黏度的1/50。在常温（20℃）常压下，汽油的黏度为0.65 mPa·s，水为1 mPa·s，血液（37℃）为4～15 mPa·s，橄榄油为102 mPa·s，蓖麻油为103 mPa·s，蜂蜜为104 mPa·s，焦油为106 mPa·s，沥青为108 mPa·s等等。

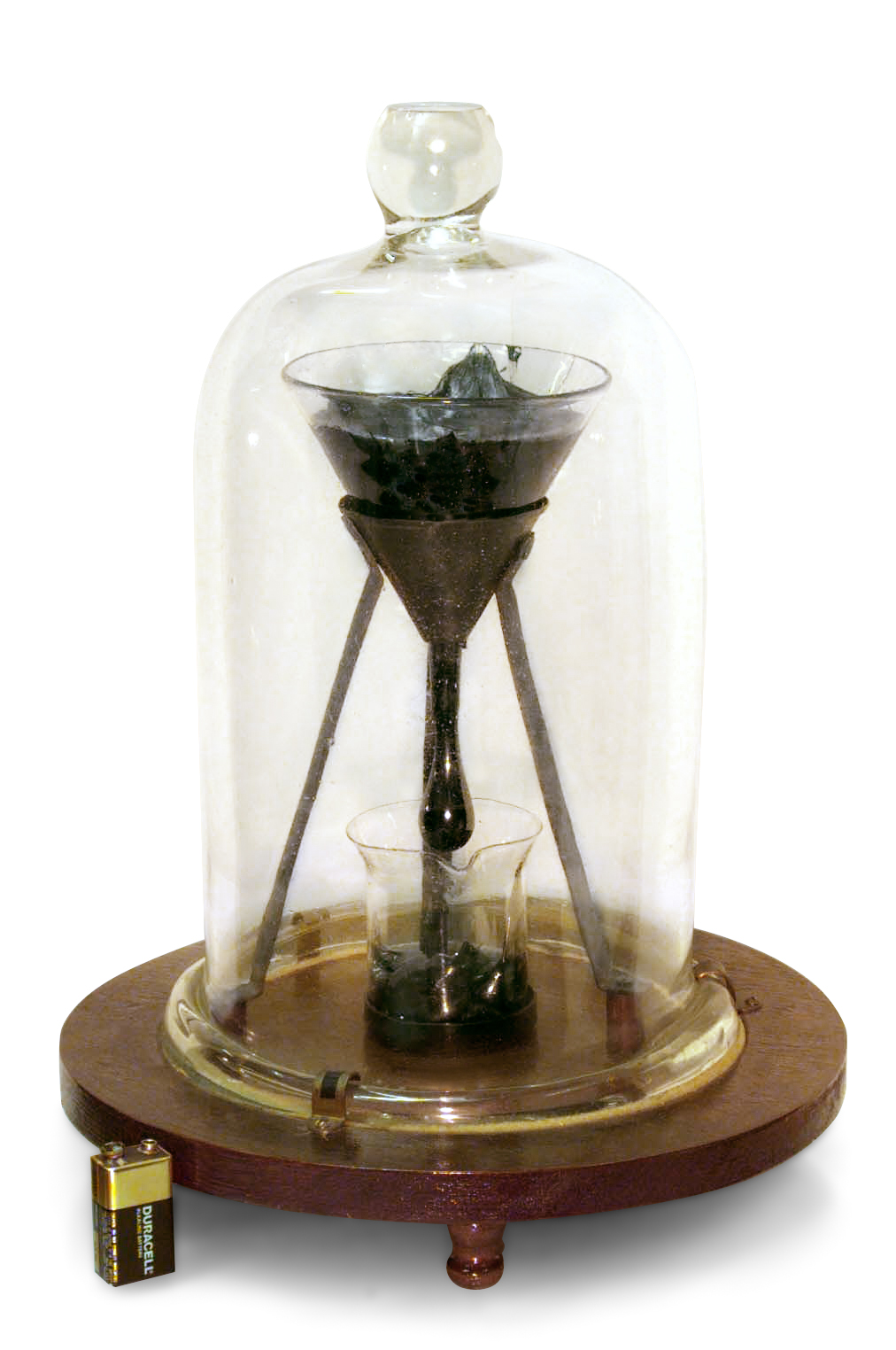
沥青的黏度大约是水黏度的2300亿（2.3×10^11）倍

黏滯力是流體受到剪應力變形或拉伸應力時所產生的阻力。在日常生活方面，黏滯像是「黏稠度」或「流體內的摩擦力」。因此，水是「稀薄」的，具有較低的黏滯力，而蜂蜜是「濃稠」的，具有較高的黏滯力。簡單地說，黏滯力越低（黏滯係數低）的流體，流動性越佳。
黏滯力是黏性液體內部的一種流動阻力，並可能被認為是流體自身的摩擦。黏滯力主要來自分子間相互的吸引力。例如，高黏度酸性熔岩產生的火山通常為高而陡峭的錐狀火山，因為其熔岩濃稠，在其冷卻之前無法流至遠距離因而不斷向上累加；而黏滯力低的鎂鐵質熔岩將建立一個大規模、淺傾的盾狀火山。所有真正的流體（除超流體）有一定的抗壓力，因此有黏性。沒有阻力對抗剪切應力的流體被稱為理想流體或無黏流體。
零黏度（对剪切应力没有抵抗力）仅在超流体的极低温度下观察到；否则，热力学第二定律要求所有流体都具有正黏度。具有零黏度（非黏性）的流体称为理想流体或无黏性流体。
黏度{\displaystyle \mu }定義為流體承受剪應力時，剪應力與流体单位速度差的比值，数学表述为：
{\displaystyle \tau =\mu {\frac {\partial u}{\partial y}}}
式中：{\displaystyle \tau }为剪应力，{\displaystyle u}为速度场在{\displaystyle x}方向的分量，{\displaystyle y}为与{\displaystyle x}垂直的方向坐标。

## 词源
“黏性（viscosity）”源自古法语viscosite或直接源自中世纪拉丁语 vicositatem（主格 vicositas），源自晚期拉丁语viscosus，直接源于拉丁语viscum，指槲寄生，用槲寄生、槲寄生制成的鸟粪等黏性的东西，也指从槲寄生浆果中提取的黏稠胶水，可能源于词根*weis-，用于描述恶臭或有异味的液体。

## 产生
流体的黏度是由于相邻层间以不同的速度运动时产生的摩擦造成的。当黏性流体受迫通过管道时，它在管道中心线附近的流动速度比在管道壁附近的流动速度更快。因为需要力来克服相对运动的流体层之间的摩擦，所以需要一定的应力（例如管道两端之间的压力差）来维持流动。对于流速恒定的管道，补偿力的强度与流体的黏度成正比。管中心处阻力最小，液层流动速度最大；管壁附近液层同时受到液体黏性阻力和管壁摩擦力作用，速度最小，在管壁上液层的移动速度为零（假定在不产生滑移时）。
黏度量化了相对运动的相邻流体层之间的内部摩擦力。最普通的液体黏度大致在1~1000 mPa·s，气体的黏度大致在1~10 μPa·s。一些像黄油或人造黄油的脂肪很黏，更像软的固体，而不是流动液体。黏度較高的物質，比較不容易流動；而黏度較低的物質，比較容易流動。例如油的黏度較高，因此不容易流動；而水黏度較低，不但容易流動，倒水時還會出現水花，倒油時就不會出現類似的現象。

## 分类
实际上，有两个量被称为黏度。一种被称为动态黏度、绝对黏度或简单黏度（来区别其他的量），但通常也称为黏度。另外一种量称为运动黏度（用符号ν表示），它是流体的黏度与密度的比值。
加工过程中，聚合物的流变性质主要表现为黏度的变化，根据流动过程中聚合物黏度与应力或应变速率的关系，将聚合物的流动行为分为：牛顿流体——黏度μ为常数；非牛顿流体——表观黏度μ不为常数。
一般来说，黏度取决于流体的状态，例如其温度、压力和变形率。然而，在某些情况下，对其中一些属性的依赖性可以忽略不计。例如牛顿流体的黏度就不会随变形率发生显着变化。对于非牛顿流体的黏度，存在与时间无关的假塑性流动、塑性流动和膨胀性流动，以及与时间相关的触变性流动和流变性流动。

## 定义

### 剪切黏度

拖拽流动示意图。上面的边界板以恒速向右运动，从而带动下面的液体也向右运动。由于底板是静止的，因此液体从上向下的运动速度逐渐减低，从而在液体内部存在剪切应力。对于黏度低的液体，这个剪应力小，液体内部的摩擦小；对于黏度大的液体，这个剪应力大，液体内部摩擦大。所以黏度定义为剪应力与液体水平向右运动速度在y轴方向的变化梯度之比。本例中，液体水平向右运动速度的分布梯度如果是固定的，那么液体的黏度与所受剪应力成正比。

材料科学与工程中，人们通常对了解材料变形所涉及的力或应力感兴趣。如果材料是一个简单的弹簧，那将用表明弹簧所受的力与偏离平衡位置的距离成正比的胡克定律计算。可归因于材料从某一静止状态变形的应力称为弹性应力。在其他材料中，存在的应力可归因于随时间变化的变形率，称为黏性应力。例如，在水等流体中，由剪切流体产生的应力不取决于流体被剪切的距离而取决于剪切的速度。
黏度是一种材料特性，它将材料中的黏性应力与变形的变化率（应变率）联系起来，适用于一般的流动，在简单的剪切流（例如拖曳流动）中很容易形象化和定义。

而流体和移动边界之间的摩擦导致了流体剪切，描述这种行为强度的是流体的黏度。在一般的平行流动中（如可能发生在一个直管中），剪切应力正比于速度梯度。相互平行的相邻层之间的移动速度不同，产生剪切。而流体的剪切黏度是描述对剪切流动的抵抗能力。理想情况黏度可定义为拖曳流动——被困在水平板（一侧固定，一侧以恒定速度水平运动）间的一层流体（通常认为板块非常大，不需要考虑边缘附近的情况）。在拖曳流动中，流体被困在两个无限大的平板之间，一个平板固定，另一个平板以恒定速度平行运动（右图）。如果顶板的速度足够低（以避免湍流），那么在稳定状态下，流体粒子会平行于顶板移动，其速度会变化在底部顶部。每一层流体的运动速度都比其下方的一层快，它们之间的摩擦力会产生阻碍它们相对运动的力。具体来说，流体对顶板施加一个与其运动方向相反的力，对底板施加一个相等但方向相反的力。因此，需要外力来保持顶板以恒定速度移动。

在一个普通的平流（如可能发生在一个直管中），剪切应力与速度梯度成正比

如果顶板的速度足够小，流体粒子将平行于它流动，并且它们的速度从底部的0到顶部的{\displaystyle u}呈线性变化。流体的每一层流动速度快于它的下一层，它们之间会产生一个抵抗它们相对运动的摩擦力。特别是，流体将在顶板运动的反方向施加一个力，在底板也会产生一个等大反向的力。因此需要一个外力来维持顶板以恒定的速度运动。力{\displaystyle F}的大小正比于每块板的运动速度{\displaystyle u}和面积{\displaystyle A}，而反比于两板之间的距离{\displaystyle y}，得到：　
{\displaystyle F={\mu A}{\frac {u}{y}}}
在这个公式中，比例系数{\displaystyle \mu }是流体的黏度（特别是动态黏度）动态黏度的量纲为：质量/距离/时间，因此可得国际单位和派生单位：
{\displaystyle [\mu ]={\frac {\rm {kg}}{\rm {m{\cdot }s}}}={\frac {\rm {N}}{\rm {m^{2}}}}{\cdot }{\rm {s}}={\rm {Pa{\cdot }s}}}
{\displaystyle {\frac {u}{y}}}称为剪切变形或剪切速度，是垂直于板的速度上流体速度的导数（右图）。如果两者不是线性相关，则可用微分方程表达剪切应力：
{\displaystyle \tau =\mu {\frac {\partial u}{\partial y}}}
这个公式假设流动是沿着平行线的，并且垂直于流动方向的y轴指向最大剪切速度。这个方程可以用于速度非线性变化的情况，比如在流体流经管道中时的情况。其中{\displaystyle \tau =F/A}，{\displaystyle \partial u/\partial y}是局部剪切速度。这个表达式被称为牛顿黏性定律。在具有平面对称性的剪切流中，公式定义了{\displaystyle \mu }，是黏度一般定义中的特例，可用无坐标形式表示。
机械和化学工程师、数学家以及物理学家们常使用希腊字母{\displaystyle \mu }来表示动态压力黏度，然而化学家、物理学家、IUPAC也使用希腊字母{\displaystyle \eta }表示。黏度有时也称为剪切黏度。然而，有作者不鼓励使用这个术语，他指出除剪切流外，还可出现在非剪切流中。

### 运动黏度
流体动力学中，有时用运动黏度（有时也称为动量扩散率）来表示，运动黏度定义为剪切黏度μ除以液体密度ρ，通常用希腊字母ν表示。
{\displaystyle \mathrm {\nu } ={\frac {\mu }{\rho }}}
量纲为：(长度)2/时间，得到SI单位及派生单位， 比能乘以时间或单位质量的能量乘以时间：
{\displaystyle [\nu ]=\mathrm {\frac {m^{2}}{s}} =\mathrm {{\frac {N{\cdot }m}{kg}}{\cdot }s} =\mathrm {{\frac {J}{kg}}{\cdot }s} }
运动黏度可用来研究雷诺数。
{\displaystyle \mathrm {Re} ={\frac {\rho uL}{\mu }}={\frac {uL}{\nu }}}

### 一般定义
一般而言，流体中的黏性应力定义为由不同流体粒子的相对速度引起的应力。因此，黏性应力必须取决于流速的空间梯度。如果速度梯度很小，则黏性应力在一阶近似下仅取决于速度的一阶导数，对于牛顿流体，则为线性依赖关系。在笛卡尔坐标系中，一般关系可以写成：
{\displaystyle \tau _{ij}=\sum _{k}\sum _{\ell }\mu _{ijk\ell }{\frac {\partial v_{k}}{\partial r_{\ell }}}}
其中{\displaystyle \mu _{ijk\ell }}是速度梯度张量{\displaystyle \partial v_{k}/\partial r_{\ell }}映射到黏性应力张量{\displaystyle \tau _{ij}}的黏度张量。由于该表达式中的指数可以在1~3间变化，因此总共有81个“黏度系数”{\displaystyle \mu _{ijkl}}。然而，假设黏度秩为2的张量是各向同性的，则将这81个系数简化为三个独立参数{\displaystyle \alpha }，{\displaystyle \beta }，{\displaystyle \gamma }：
{\displaystyle \mu _{ijk\ell }=\alpha \delta _{ij}\delta _{k\ell }+\beta \delta _{ik}\delta _{j\ell }+\gamma \delta _{i\ell }\delta _{jk}}
假设流体在进行简单的刚体旋转时不会产生黏性力，因此{\displaystyle \beta =\gamma }，只剩下两个独立参数。最常见的分解方法是使标准（标量）黏度{\displaystyle \mu }和体积黏度{\displaystyle \kappa } 关系为{\displaystyle \alpha =\kappa -{\tfrac {2}{3}}\mu }以及{\displaystyle \beta =\gamma =\mu }，最终在矢量符号中得到：
{\displaystyle {\boldsymbol {\tau }}=\mu \left[\nabla \mathbf {v} +(\nabla \mathbf {v} )^{\mathrm {T} }\right]-\left({\frac {2}{3}}\mu -\kappa \right)(\nabla \cdot \mathbf {v} )\mathbf {\delta } }

其中{\displaystyle \mathbf {\delta } }是单位张量。这个方程可看作牛顿黏性定律的广义形式。
一个可压缩流体被均匀压缩或扩展时，没有剪切，但它仍然以内部摩擦的形式表现来抵制它的流动。这些力的一个与压缩或膨胀率有关的因素σ，称为体积黏度，或第二黏度。只有当流体被迅速压缩或扩展时，如声音和冲击波，体积黏度显得很重要。体积黏度解释了这些波的能量损失，正如斯托克斯的声衰减规律所描述的。体积黏度{\displaystyle \kappa }表示一种抵抗流体无剪切压缩或膨胀的内部摩擦。在流体动力学问题中通常不是必需的。例如，不可压缩流体满足{\displaystyle \nabla \cdot \mathbf {v} =0}因此不含{\displaystyle \kappa }。此外，对于气体来说{\displaystyle \kappa }通常认为可忽略，因为在单原子理想气体中是{\displaystyle 0}。只有当流体迅速压缩或扩展，用斯托克斯声音衰减定律来描述声音和冲击波时，体积黏度{\displaystyle \kappa }才显得很重要。
黏度的定义方程不是自然界的基本定律，因此它们的实用性以及测量或计算黏度的方法必须使用单独的方法来建立。一个潜在的问题是，黏度原则上取决于流体的完整微观状态，其中包括系统中每个粒子的位置和动量。这种高度详细的信息通常不现实。然而，这些信息中的大部分某些条件下可以忽略不计。特别是，对于接近平衡状态且远离边界（本体状态）的牛顿流体，黏度仅取决于定义局部平衡的空间和时间相关的宏观场（如温度和密度）。
尽管如此，黏度仍可能对多种系统特性具有不可忽略的依赖性，例如温度、压力以及任何外部强迫的幅度和频率。因此，黏度的精确测量仅针对特定的流体状态进行定义。为了标准化实验和理论模型之间的比较，黏度数据有时会外推到理想的极限情况，例如零剪切极限或（对于气体）零密度极限。

### 黏度张量
在一般情况下，流动中的应力可部分归因于从休息状态的材料的变形（弹性应力），部分归因于变形随时间的变化率（黏性应力）。在流体中，根据定义，弹性应力仅包括静水压力。在一般的术语中，流体的黏度是应变率和黏性应力之间的关系。在牛顿流体模型，关系是通过定义一个线性映射，由黏度张量描述，乘以应变率张量（这是流动的速度梯度），给出了黏性应力张量。一般，黏度张量具有九个独立的自由度。各向同性的牛顿流体，这可以减少到两个独立的参数。最常见的是，应力黏度{\displaystyle \mu }和本体黏度{\displaystyle \sigma }。

## 动量输运
输运理论从动量输运的角度对黏度进行了另一种解释：黏度是表征流体内动量传输的材料特性，就像热导率表征热输运，（质量）扩散率表征质量输运一样。这种观点隐含在牛顿黏度定律中，{\displaystyle \tau =\mu (\partial u/\partial y)}，因为剪应力其单位相当于动量通量，即单位时间内单位面积上的动量。因此，{\displaystyle \tau }可以解释为指定动量流动从一个流体层到另一个流体层的{\displaystyle y}方向。根据牛顿黏度定律，这种动量流发生在速度梯度上，相应动量通量的幅度由黏度决定。
可以明确地类比热量和质量传递。正如热量从高温流向低温、质量从高密度流向低密度一样，动量也从高速流向低速。这些行为都由紧凑的表达式描述，称为本构关系，其一维形式如下：
菲克扩散定律：{\displaystyle \mathbf {J} =-D{\frac {\partial \rho }{\partial x}}}
傅里叶热传导定律：{\displaystyle \mathbf {q} =-k_{t}{\frac {\partial T}{\partial x}}}
牛顿黏度定律：{\displaystyle \tau =\mu {\frac {\partial u}{\partial y}}}
其中{\displaystyle \rho }是黏度，{\displaystyle \mathbf {J} }和{\displaystyle \mathbf {q} }是质量和热通量，{\displaystyle D}和{\displaystyle k_{t}}是质量扩散率和热导率。质量、动量和能量（热量）传输是连续力学中最相关的过程，这一事实并非巧合：这些是粒子间碰撞中在微观层面上守恒的少数物理量。因此，它们的动态不是由快速而复杂的微观相互作用时间尺度决定的，而是发生在宏观时间尺度上，正如输运理论和流体动力学的各种方程所描述那样。

## 牛顿流体与非牛顿流体

### 牛顿流体

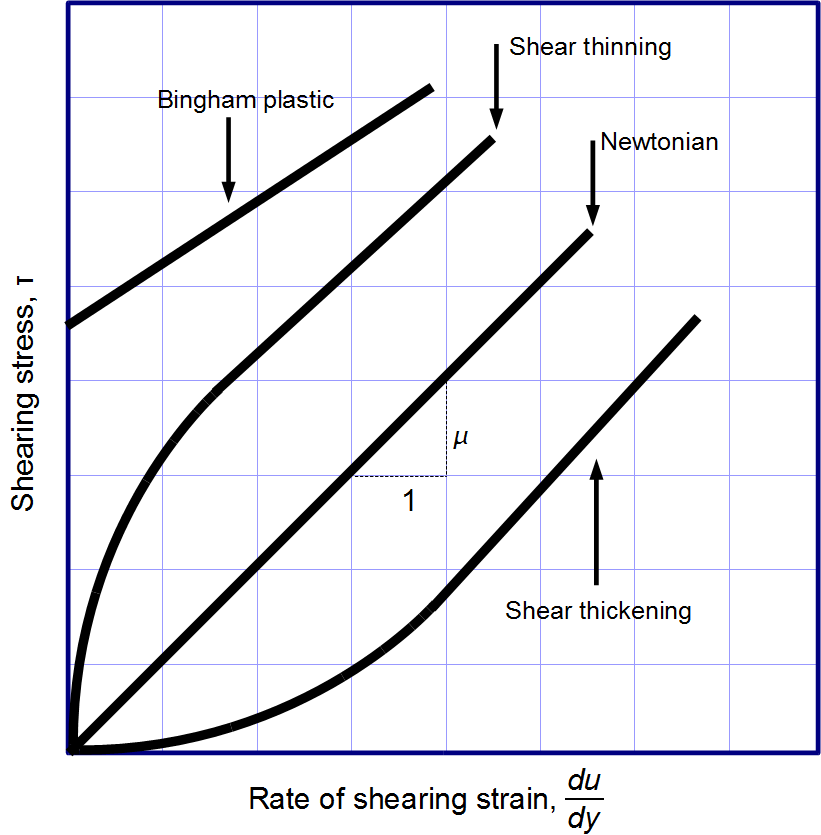
黏度（每条线的斜率）因材料而异。

牛顿流体是表观黏度与剪切速率无关的流动特性的流体（即服从牛顿黏性定律的流体）。黏性定律是一个本构方程，而不是一个自然法则。一种流体的行为符合牛顿定律，黏度{\displaystyle \mu }独立于应力的称为牛顿流体。气体，水和许多常见的液体可以在普通的条件和环境考虑为牛顿流体。
牛顿流体的流动曲线（剪切应力与剪切速率的关系曲线称为流动曲线），是一条通过原点的斜直线，該條斜直线的斜率即是該牛顿流体的黏度，斜率不同，黏度不同。对于同一流体，在任何剪切速率下，黏度相同，与剪切速率无关。
特鲁顿比率是拉伸黏度与剪切黏度之比。对于牛顿流体，特鲁顿比率为3。

### 非牛顿流体
非牛顿流体是明显偏离牛顿定律的流体，比如：
- 剪切增稠（胀流性）流体：其黏度随剪切应变率的增加。
- 剪切稀化流体：流体黏度随剪切速率增大而降低；
- 触变性流体：定温下表观黏度随剪切持续时间而降低；
- 震凝性流体：定温下表观黏度随剪切持续时间而增大；
- 宾汉流体：在低应力下表现为固体，在高应力下表现为黏性流体。

剪切稀化液体通常被描述为触变性液体，但这种描述容易引起误解。
即使是牛顿流体，黏度通常取决于其组成和温度。气体等可壓縮流，这取决于温度，而随压力变化很慢。一些流体的黏度可能取决于其他因素。例如磁流变流体，流体在加磁场后变厚，可能会表现得像固体点。

## 溶液黏度
对于溶液（尤其是高分子溶液），常用到以下几种黏度。
相对黏度（又称黏度比）是溶液（或分散相）的黏度η与溶剂（或连续相）的黏度η0之比，即：
{\displaystyle \eta _{r}={\frac {\eta }{\eta _{0}}}}
增比黏度（又称比黏度）是溶液（或分散相）的黏度η与溶剂（或连续相）的黏度η0之差被溶剂（或连续相）黏度的η0除得之商，即：
{\displaystyle \eta _{sp}={\frac {\eta -\eta _{0}}{\eta _{0}}}\,={\frac {\eta }{\eta _{0}}}-1=\eta _{r}-1}
比浓黏度（又称换算黏度或黏度数）是单位浓度的溶液（或分散相）的增比浓度，即：
{\displaystyle {\frac {\eta _{sp}}{c}}={\frac {\eta _{r}-1}{c}}}
比浓对数黏度（又称对数黏度）是相对黏度的自然对数被溶液（或分散相）的浓度除得之商，即：
{\displaystyle \left\{\eta \right\}={\frac {\ln {\eta _{r}}}{c}}}
特性黏度（又称极限黏度）是浓度趋于零时比浓黏度的极限值，即：
{\displaystyle \left[\eta \right]=\lim _{c\to 0}{\frac {\eta _{sp}}{c}}}

## 固体黏度

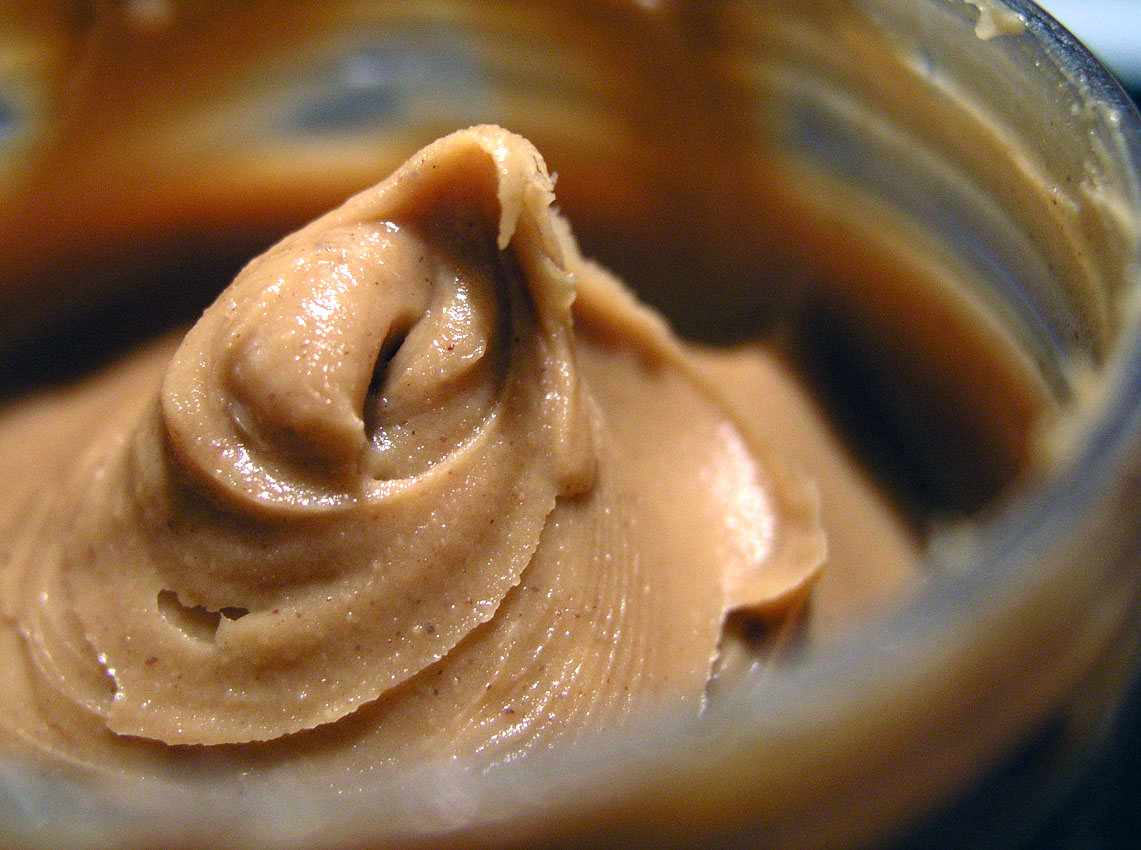
花生酱是一种半固體，因此可以有山峰状

在流体流动中所产生的黏性力不能与在固体中对剪切、压缩或拉伸产生的回复弹性力相混淆。后者的应力是与形变量成比例的，而在流体中与形变随时间的变化率成比例。然而，许多液体（包括水）在受到突然的压力后，反应像弹性固体。相反，甚至在任意应力较小，许多“固体”（即使花岗岩）将像液体一样流动，虽然很慢。这样的材料，具有弹性（反应变形）和黏度（以变形率的反应），即黏弹性。黏弹性固体可能表现出压力黏性和体积黏性。拉伸黏度的剪切和体积黏度，描述了一个固体弹性材料的伸长率的反应的一个线性组合，它广泛用于表征聚合物。在地质学中，具有黏性变形至少三倍于弹性变形的稀土材料有时被称为流变体。

## 单位

### 动力黏度
黏度的国际单位制是帕斯卡·秒[Pa·s]，有時也使用以法国生理学家吉恩·路易斯·泊肃叶命名的泊[P]。十个泊等于一个帕斯卡·秒。
1Pa·s = 10P
实际上，有两个量被称为黏度。上面所定义的量有时被称为动态黏度、绝对黏度或简单黏度（来区别其他的量），但通常也称为黏度，常用符号为μ或η。另外一种量称为运动黏度（用符号ν表示），它是流体的黏度与密度的比值：
{\displaystyle \nu ={\frac {\eta }{\rho }}}

### 运动黏度
运动黏度是在重力影响下，衡量抵制液体流动的量。它的测量装置通常被称为毛细管黏度计——基本上是底部有一个狭窄管的有刻度的筒。当两种体积相同的液体放置在相同的毛细管中，并且可以在重力的影响下流动，那么在流过管道时，黏性流体花费的时间比少黏性流体花费的时间要长。运动黏度的SI单位是平方米/秒，没有特别的名字。由于这个单位太大，很少使用。一个更常见的运动黏度单位是平方厘米/秒，这是考虑到以爱尔兰的数学家和动物学家乔治·加布里埃尔·斯托克斯（1819～1903）而命名的斯托克斯（St）。这个单位也有点大，所以最常见的单位可能是平方毫米/秒，或厘司。
1 m2／s= 10，000 [stokes]= 1，000，000 [centistokes]
1 cm2／s＝1 stokes
1 mm2／s＝1 centistokes

## 黏度与温度的关系
从日常经验中，可以知道，黏度随着温度的变化而变化。如，蜂蜜和糖浆在加热时更容易流动；在冬季天气变冷时，发动机润滑油和液压液明显黏性變高，严重影响汽车及其他机械的性能。一般来说，一种简单液体的黏度随温度的升高而下降（反之亦然），随着温度的升高，液体中分子中运动的平均速度增大，与临近分子的接触时间变短。确切地说，两个变量的变化是非线性的，当有相变发生时，变量发生突变。
加热时，液体更易流动，气体变稠。气体的黏度随温度的升高而增大，且黏度正比于温度的平方根。这是由于在更高的温度下，增大了分子间碰撞的频率。因为气体中的分子大部分时间是在空间自由运动，任何增加一个分子与另一个分子接触时间的因素，都会降低分子作为一个整体参与协调运动的能力。这类分子彼此发生碰撞，运动变得更加的杂乱无章，充分解释了气体黏度对温度的依赖性。
黏度与温度的关系非常密切，在常温常压下，当温度变化1℃时，液体的黏度变化达百分之几至十几，气体约为千分之几，例如在（20±1）℃时有
Δη水≈±2.5%；
Δη矿物油≈±3%～±10%；
Δη硅油≈±2%～±3%；
Δη聚异丁烯≈±10%；
Δη空气≈±0.3%.
黏度与温度并不成线性关系，它与温度范围有关，温度越低，黏温关系越密切。又如，在0℃，20℃及100℃下，当ΔT=±1℃时，水的黏度变化，分别约为3.4%，2.5%及1.1%。此外，气体与液体的黏度温度变化的规律完全相反，气体的黏度随温度升高而增大，因为气体的黏性是由于动量传递所致，当温度升高时，分子的热运动加剧，动量增大，流层间的内摩擦加剧，所以黏度增大。而液体的黏性来自分子引力，温度升高，分子间的距离加大，分子引力减小，内摩擦减弱，所以黏度减小。
黏度随温度变化的程度还与许多因素有关，例如物质的化学组成、黏流活化能、黏度大小等，例如通常液体的黏度越大，液体的黏度随温度的变化越大。
因为黏度是如此地依赖于温度，所以在描述黏度时离不开温度。

## 黏度与压力的关系

### 气体黏度与压强的关系
气体的黏度随压强的增大而增大，黏度与压强的关系可由公式（{\displaystyle \eta =\eta _{1}f}）求得。

### 液体黏度与压力的关系
液体黏度随压力的增加而增大，但远不如气体的黏度与压力的关系之密切。在500MPa（即5000大气压）下，液体黏度与压力的关系用公式（{\displaystyle \eta =\eta _{1}\exp {(\alpha p)}}）表示。普通液体在0.1MPa附近，每增加0.1MPa压力时，黏度增加约0.1%～0.3%。对于黏度η>1.2mPa·s的液烃，可用库泽尔式来计算高压下的黏度值。

## 黏度的测量
测量黏度的有各种黏度计和流变仪。流变仪用于流体的黏度不能用单个黏度值定义的情况 ，因此要比黏度计需要更多的参数设定和测量。封闭的流体温度控制是准确测量所必备的，特别是像润滑油的黏度，仅变化5℃可翻倍。一些流体，在较宽的剪切速率范围内，黏度是恒定的（牛顿流体）。没有恒定黏度的流体（非黏度流体）不能由单一的数字来描述。非牛顿流体表现出剪切应力和剪切速率之间各种不同的相关性。目前用得最广泛的主要有毛细管黏度计，旋转黏度计，落球黏度计和锥板黏度计等几种，这些仪器可以测量10-2～1012泊的黏度。各种黏度计所适应的剪切速率范围不同。挤出式毛细管黏度计通常可在10-1～106与实际加工条件非常接近的剪切速率范围使用；转动式黏度计可用于剪切速率在10-3～10的范围，而球式黏度计只能在很低的剪切速率范围内使用。

## 某些特定物质的黏度

### 空气

在300, 400和500 K下乾空气动态黏度对压力的依赖

空气的黏度主要取决于温度。在15 °C时，空气的黏度是1.81×10−5 kg/(m·s), 18.1 μPa.s 或1.81×10−5 Pa.s。在15 °C时空气的运动黏度是1.48×10−5 m^2/s或14.8 cSt。在25 °C时，黏度是18.6 μPa.s和运动黏度是15.7 cSt。人们能从气体黏度计算器上得到气体黏度与温度的函数。

### 水

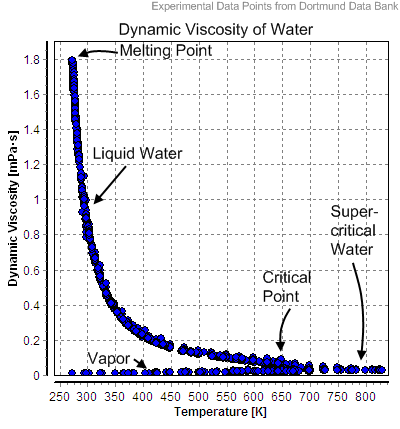
水的动态黏度.

- 在25 °C时，水的动态黏度是8.90 × 10−4 Pa·s或  8.90 × 10−3 dyn·s/cm2  或0.890 cP。
- 在25℃时水的黏度是0.0091泊，或在20 °C时为1厘泊。
- 作为温度的函数， T(K): μ = A × 10B/(T−C)

其中A=2.414 × 10−5 Pa·s ; B = 247.8 K ; and C = 140 K。
- 下面列出的是不同温度下液体水的黏度。

| 温度 [°C] | 黏度 [mPa.s] |
| --------- | ------------ |
| 10        | 1.308        |
| 20        | 1.002        |
| 30        | 0.7978       |
| 40        | 0.6531       |
| 50        | 0.5471       |
| 60        | 0.4658       |
| 70        | 0.4044       |
| 80        | 0.3550       |
| 90        | 0.3150       |
| 100       | 0.2822       |

### 泥浆
这一术语悬浮液描述的是保持着流动性的液体和固体颗粒的混合物。浆料的黏度可以被描述为相对的液相黏度：
{\displaystyle \mu _{s}=\mu _{r}\cdot \mu _{l},}
在以上公式中，μs和μl分别是泥浆和液体的动力黏度（PA·S），μr是相对黏度（无量纲）
根据不同的固体颗粒的大小和浓度，存在几个模型，其描述相对黏度的固体颗粒的并具有体积分数ɸ功能。 
在极低浓度的细颗粒的情况下，可以使用爱因斯坦方程：
{\displaystyle \mu _{r}=1+2.5\cdot \phi }
在高浓度的情况下，由Guth and Simha提出修改后的方程，其考虑固体颗粒之间的相互作用，这个方程的进一步改进由托马斯从实证数据的拟合中提出。
{\displaystyle \mu _{r}=1+2.5\cdot \phi +10.05\cdot \phi ^{2}+A\cdot e^{B\cdot \phi },}
其中A = 0.00273 and B = 16.6
在非常高的浓度下，另一个经验方程通过Kitano 等人提出。:
{\displaystyle \mu _{r}=\left(1-{\frac {\phi }{A}}\right)^{-2},}
其中对于光滑的球形颗粒A = 0.68。

### 非晶态材料

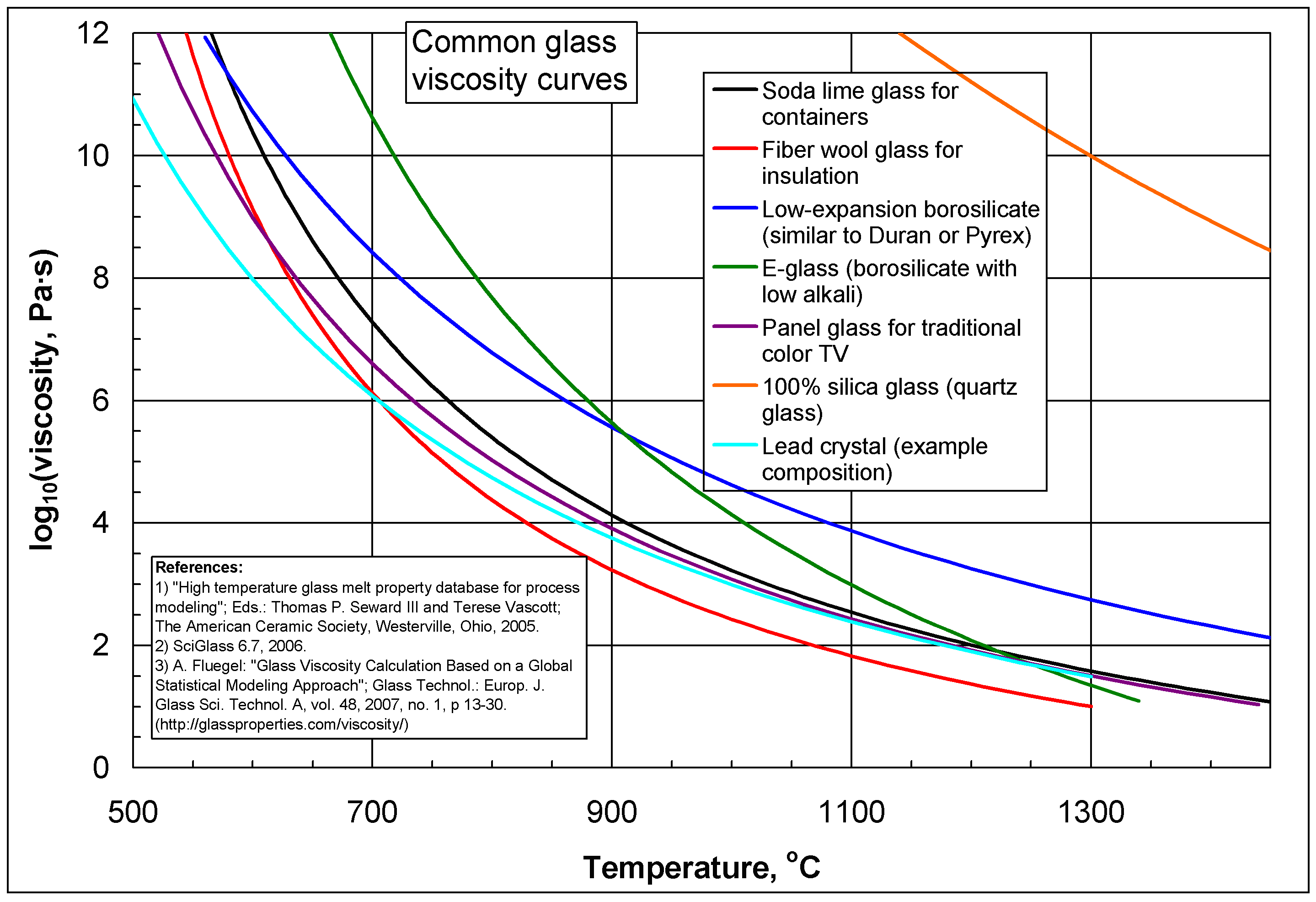
普通玻璃黏度曲线

在非晶材料的黏性流动（如玻璃和熔体）是一个热激活过程：
{\displaystyle \mu =A\cdot e^{Q/RT},}
其中Q是活化能, T是温度, R为摩尔气体常数和A近似为一常。 
在非晶材料的黏性流动的特点与阿伦尼乌斯式行为有偏差：在高温下（在液体状态），Q变化从一个在较低温度下（在玻璃态）的较高值QH到一个较高温度下的较低值QL。根据这一变化，来划分非晶材料。
- 在强的条件下: QH − QL < QL or
- 在脆的条件下: QH − QL ≥ QL.

非晶材料的脆性是数值特征的多雷米的脆弱性比：
{\displaystyle R_{D}={\frac {Q_{H}}{Q_{L}}}}
其中，强硬的材料的RD < 2而脆性材料的RD ≥ 2。

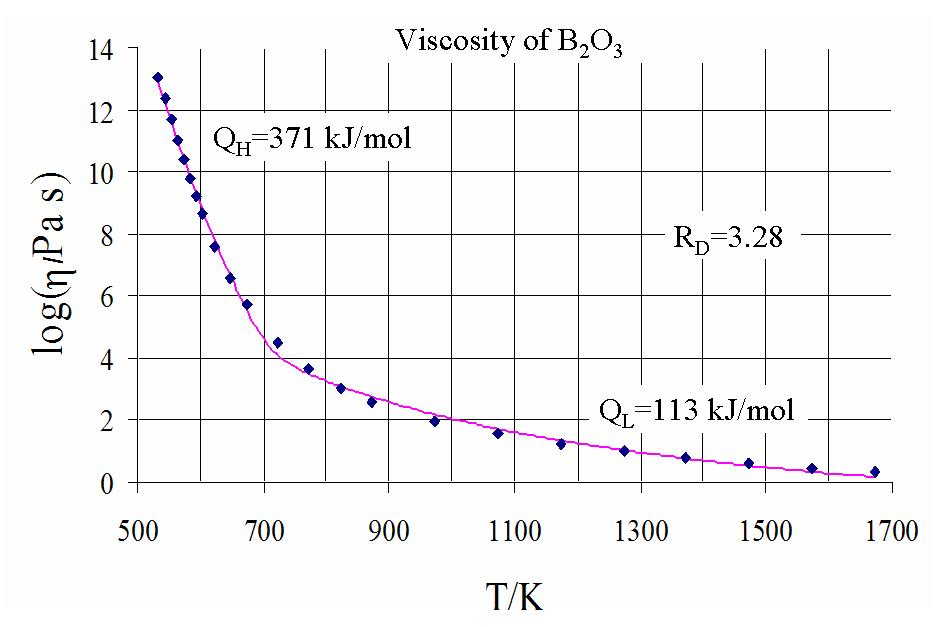
B_{2}O_{3}的黏度-温度的常用对数，表现出两种状态

非晶材料的黏度由由一个二指数方程相当精确地描述： 
{\displaystyle \mu =A_{1}\cdot T\cdot \left(1+A_{2}\cdot e^{B/RT}\right)\cdot \left(1+C\cdot e^{D/RT}\right),}
其中包括的常量A1, A2, B, C和D与非晶材料的结合键的热力学参数相关。
如果温度在玻璃化转变温度附近，Tg,这个方程可以通过Vogel-Fulcher-Tammann（VFT）equation近似方程（VFT）表示。
如果温度低于玻璃化转变温度，T ≪ Tg,然后两个指数方程简化为一个阿伦尼乌斯型方程： 
{\displaystyle \mu =A_{L}T\cdot e^{Q_{H}/RT}}
并且：
{\displaystyle Q_{H}=H_{d}+H_{m},\,}
其中Hd是断键的形成焓（称为configuron S）和Hm  是其运动焓。  当温度低于玻璃化转变温度，T < Tg，其黏度的活化能高因为非晶材料在玻璃态和大部分结合键是完整的。
如果温度是高度以上的玻璃化转变温度，T ≫ Tg，两个指数方程也简化了一个阿伦尼乌斯型方程：
{\displaystyle \mu =A_{H}T\cdot e^{Q_{L}/RT},}
而且：
{\displaystyle Q_{L}=H_{m}.\,}
当温度高于玻璃化转变温度，T > Tg，黏度的活化能低，因为非晶材料被熔化及其大部分结合键断裂，这有利于流动。

### 其他物质
下表列出了一些牛顿流体的运动黏度：
| Gas      | 在0°C（273 K） | 在27 °C (300 K) |
| -------- | -------------- | --------------- |
| 空气     | 17.4           | 18.6            |
| 氢气     | 8.4            | 9.0             |
| 氦气     |                | 20.0            |
| 氩气     |                | 22.9            |
| 氙气     | 21.2           | 23.2            |
| 二氧化碳 |                | 15.0            |
| 甲烷     |                | 11.2            |
| 乙烷     |                | 9.5             |

| 液体          | 黏度 [Pa·s] | 黏度 [cP]        |
| ------------- | ----------- | ---------------- |
| 血液（37 °C） | (3–4)×10-3  | 3–4              |
| 蜂蜜          | 2–10        | 2,000–10,000     |
| 糖浆          | 5–10        | 5,000–10,000     |
| 熔融态玻璃    | 10–1,000    | 10,000–1,000,000 |
| 巧克力酱      | 10–25       | 10,000–25,000    |
| 熔融巧克力    | 45–130      | 45,000–130,000   |
| 番茄酱        | 50–100      | 50,000–100,000   |
| 猪油          | ≈ 100       | ≈ 100,000        |
| 花生酱        | ≈ 250       | ≈ 250,000        |
| 酥油          | ≈ 250       | ≈ 250,000        |

| 液体：                  | 黏度 [Pa·s] | 黏度 [cP=mPa·s] |
| ----------------------- | ----------- | --------------- |
| 丙酮                    | 3.06×10-4   | 0.306           |
| 苯                      | 6.04×10-4   | 0.604           |
| 蓖麻油                  | 0.985       | 985             |
| 玉米糖浆                | 1.3806      | 1380.6          |
| 乙醇                    | 1.074×10-3  | 1.074           |
| 乙二醇                  | 1.61×10-2   | 16.1            |
| 甘油（在20°C）          | 1.2         | 1200            |
| HFO-380                 | 2.022       | 2022            |
| 水银                    | 1.526×10-3  | 1.526           |
| 甲醇                    | 5.44×10-4   | 0.544           |
| 车用机油SAE 10（20 °C） | 0.065       | 65              |
| 车用机油SAE 40（20 °C） | 0.319       | 319             |
| 硝基苯                  | 1.863×10-3  | 1.863           |
| 液氮(77K)               | 1.58×10-4   | 0.158           |
| 丙醇                    | 1.945×10-3  | 1.945           |
| 橄榄油                  | 8.1×10-2    | 81              |
| 沥青                    | 2.3×108     | 2.3×1011        |
| 硫酸                    | 2.42×10-2   | 24.2            |
| 水                      | 8.94×10-4   | 0.894           |

| 固体   | 黏度 [温度 [Pa·s] | [K]          |
| ------ | ----------------- | ------------ |
| 岩流圈 | 7.0×1019          | 900 °C       |
| 上地幔 | (0.7-1.0)×1021    | 1300-3000 °C |
| 下地幔 | (1.0-2.0)×1021    | 3000-4000 °C |

*这些材料是高濃度非牛顿型的。
注：高浓度意味着更厚的物质。